# خط طول 148° غرب
خط طول 148° غرب هو أحد خطوط الطول الجغرافية، والتي تمتد من القطب الشمالي الجغرافي إلى القطب الجنوبي الجغرافي، وحسب التحويل الزمني يتأخر خط طول 148° غرب عن خط غرينتش بـ9 ساعات و52 دقيقة.

## من القطب إلى القطب
ينطلق خط طول 148° غرب من القطب الشمالي نحو القطب الجنوبي مرورا بالمناطق التي ترد في الجدول التالي:
| الإحداثيات                           | البلد أو الإقليم أو البحر | ملاحظات |
| ------------------------------------ | ------------------------- | --- |
| 90°0′N 148°0′W / 90.000°N 148.000°W  | المحيط المتجمد الشمالي    | |
| 72°38′N 148°0′W / 72.633°N 148.000°W | بحر بيوفورت               | مرورا بغرب Cross Island, ألاسكا, الولايات المتحدة (في 70°30′N 147°59′W / 70.500°N 147.983°W) |
| 70°19′N 148°0′W / 70.317°N 148.000°W | الولايات المتحدة          | ألاسكا — Mainland, Esther Island, Perry Island, the mainland again, Chenega Island, Evans Island و Latouche Island |
| 59°57′N 148°0′W / 59.950°N 148.000°W | المحيط الهادئ             | مرورا بغرب جزيرة مونتاغ (ألاسكا), ألاسكا, الولايات المتحدة (في 59°47′N 147°56′W / 59.783°N 147.933°W) · مرورا بشرق Tikehau atoll, تاهيتي (في 14°58′S 148°2′W / 14.967°S 148.033°W) · مرورا بغرب Rangiroa atoll, تاهيتي (في 15°4′S 147°56′W / 15.067°S 147.933°W) · مرورا بشرق ميهيشا island, تاهيتي (في 17°52′S 148°3′W / 17.867°S 148.050°W) |
| 60°0′S 148°0′W / 60.000°S 148.000°W  | المحيط الجنوبي            | |
| 75°57′S 148°0′W / 75.950°S 148.000°W | القارة القطبية الجنوبية   | المطالب الإقليمية بالقارة القطبية الجنوبية |